# Autoroute A52
L’autoroute A 52 è un'autostrada francese che collega l'A8 all'A50. Da Fuveau corre a sud, passando ad ovest di Auriol e ad est di Aubagne.